# Niphona fuscatrix
Niphona fuscatrix är en skalbaggsart som först beskrevs av Fabricius 1793.  Niphona fuscatrix ingår i släktet Niphona och familjen långhorningar. Inga underarter finns listade i Catalogue of Life.